# Rugby en Paraguay
El rugby en Paraguay se refiere a la historia y al desarrollo del rugby en el Paraguay. Inició en el año 1968 y llegó de la mano del tucumano Juan José Stegmayer, quien junto a otros extranjeros comenzaron a jugarlo en el Jardín Botánico. Allí se les unieron los paraguayos Antonio Alegre y Raúl Torrents, entre otros, para fundar el Asunción Rugby Club en 1968. Dos años más tarde nacía el CURDA (Club Universitario de Rugby de Paraguay) para así juntos en 1971 crear la Unión de Rugby del Paraguay. Paraguay contó con varios jugadores profesionales internacionales. Los primeros en jugar en el exterior fueron Rafael Rodríguez en Francia, Sandro Conti en Italia y Rubén González en Inglaterra. Muchos años después lo hizo Nicolás Cáceres en Francia donde se destacó y actualmente vive. César Meilike (Brive), Qatar Fernández (Strasbourg), Alberto Pereira, José Otaño, Freddy Lares (Houilles Carrilies), Joel Orihuela lo hicieron en la Segunda División de la Liga Francesa.
En Inglaterra jugó Fabio Franco (LTH Rugby Londres ex SCN 02 Alemania), en Bélgica, William Vanlaeres (AntwerpRC luego RC9 Heusden-Zolder), (actualmente en el rugby neerlandés (DragonRC)), en Alemania, Juan Cabañas (SCN02 Heidelberg), en España, Wilians Portillo (Alcobendas, Madrid), Javier Morínigo (San Cugat, Barcelona) e Igor Huerta (Universidad de Málaga), todos de la Primera Nacional Española y en Estados Unidos, Diego Sotelo y Gonzalo Sánchez. Todos los citados no han vuelto a jugar en la selección paraguaya desde que están en clubes del exterior por temas económicos y desidia de las autoridades de la URP (Unión de Rugby del Paraguay). Esteban Fontclara nunca jugó en la selección "yacarés" ni en divisiones inferiores ni en mayores puesto que nunca fue convocado. Jugaba en el Poble Nou "B" de Barcelona que compite en la Segunda División Catalana en lo que sería un torneo regional. La liga inglesa en la que juega dicho club es una liga amateur y casi empresarial, la Premiere Greene King de un pueblo de Inglaterra.
Actualmente el Campeonato Paraguayo de Rugby es el principal torneo de la disciplina en el país.

## Selecciones
La selección mayor de Paraguay participa actualmente en el Sudamericano de Rugby B (segunda división), donde logró 3 títulos, ha jugado en el Sudamericano de Rugby (primera división) logrando terceros puestos en las ediciones del 1981 y 1993. La selección juvenil ha disputado en el nivel A del Sudamericano Juvenil de Rugby y en el 2003 descendió a la división B; en juveniles ha representado a su país jugando en mundiales.
La selección de rugby 7 femenina se presenta anualmente en el Seven Sudamericano Femenino con magros resultados, terminando en la penúltima o última posición, en cuanto a la selección masculina logró un tercer puesto en la Seven Sudamericano Masculino como su mejor desempeño en Viña del Mar 2007.

## Cobertura por Radio y Televisión

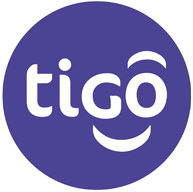
Patrocinador

La transmisión en directo del Rugby Nacional esta en manos de Tigo Eventos (a través de Tigo Eventos 2) los días a las 17:10 (inicio de transmisión: 16:55), mientras que las semifinales y las finales irán en vivo por Tigo Sports. Las señales de ESPN Latam y la plataforma ESPN Play transmiten en vivo los test-matches de Los Yacarés, mientras que las señales de Tigo Sports y la plataforma Tigo Sports Play emiten en vivo los partidos de Los Yacarés por el Campeonato Sudamericano de Rugby A disputados en el Estadio Héroes de Curupayty.